# 1615
1615 је била проста година.

## Догађаји
- Ускочки рат (1615-1617).  Шпаније и Аустрије са једне и Млетачке републике са друге стране. Завршен је победом Млетачке републике. Најпознатији српски ускоци су били: Стојан Јанковић и Илија Смиљанић.

## Смрти
- Ал-Бурини
- Ханс фон Ахен

- Симен Данцигер

- Санада Јукимура

- Jakov Lukarević

- Маргарета од Валоа

- Со Јошитоши
- Софи Синан-паша